# 대한민국 민법 제562조
대한민국 민법 제554조는 사인증여에 대한 민법 채권법 조문이다.

## 조문
제562조(사인증여) 증여자의 사망으로 인하여 효력이 생길 증여에는 유증에 관한 규정을 준용한다.

第562條(死因贈與) 贈與者의 死亡으로 因하여 效力이 생길 贈與에는 遺贈에 關한 規定을 準用한다.

## 참고 문헌
- 오현수, 일본민법, 진원사, 2014. ISBN 978-89-6346-345-2
- 오세경, 대법전, 법전출판사, 2014 ISBN 978-89-262-1027-7
- 이준현, LOGOS 민법 조문판례집, 미래가치, 2015. ISBN 979-1-155-02086-9

## 같이 보기
- 증여
- 유증